# Ministerio de Justicia (Cuba)
El Ministerio de Justicia de la República de Cuba, conocido por el acrónimo MINJUS, es el Ministerio de Justicia de Cuba.

## Historia
El actual ministerio fue fundado en 1959. Su sede radica en la Calle O # 216 e/ 23 y 25 Vedado, Plaza de la Revolución, La Habana, Cuba. Sus funciones fundamentales son preparar la política jurídica, ejecutarla y controlarla..

## Ministros
- Roberto Méndez Peñate (1934)

- Ángel Fernández Rodríguez[1] (1959)

- Alfredo Yabur Maluf[1][2] (1959-1972)

- Armando Torres Santrayl[3] (1973-1979)

- Osvaldo Dorticós Torrado[4] (1980-1983)

- Héctor Garcín y Guerra[1] (1983)

- Ramón de la Cruz Ochoa[1] (1983)

- Mercedes Castro[1] (1983)

- Juan Escalona Reguera[5] (1983-1990)

- Carlos Amat Fores[6] (1990-1996)

- Roberto Díaz Sotolongo[7] (1996-2007)

- María Esther Reus González[8] (2007–2018)

- Oscar Manuel Silveira Martínez (2018-en el cargo)